# Modlnica (gromada)
Modlnica (od 1 I 1969 Wielka Wieś) – dawna gromada, czyli najmniejsza jednostka podziału terytorialnego Polskiej Rzeczypospolitej Ludowej w latach 1954–1972.
Gromady, z gromadzkimi radami narodowymi (GRN) jako organami władzy najniższego stopnia na wsi, funkcjonowały od reformy reorganizującej administrację wiejską przeprowadzonej jesienią 1954 do momentu ich zniesienia z dniem 1 stycznia 1973, tym samym wypierając organizację gminną w latach 1954–1972.
Gromadę Modlnica z siedzibą GRN w Modlnicy utworzono – jako jedną z 8759 gromad na obszarze Polski – w powiecie krakowskim w woj. krakowskim, na mocy uchwały nr 22/IV/54 WRN w Krakowie z dnia 6 października 1954. W skład jednostki weszły obszary dotychczasowych gromad Modlnica, Modlniczka, Tomaszowice i Giebułtów ze zniesionej gminy Zabierzów w powiecie krakowskim oraz Szyce ze zniesionej gminy Cianowice w powiecie olkuskim. Dla gromady ustalono 22 członków gromadzkiej rady narodowej.
1 stycznia 1969 do gromady Modlnica przyłączono obszar zniesionej gromady Biały Kościół, po czym gromadę Modlnica zniesiono przez przeniesienie siedziby GRN z Modlnicy do Wielkiej Wsi i przemianowanie jednostki na gromada Wielka Wieś.